# Fred Stone

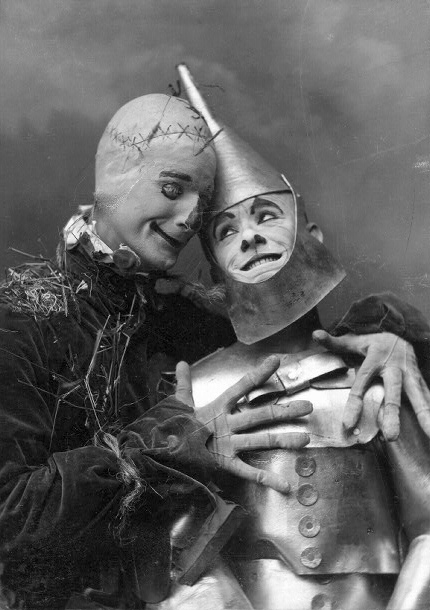
Fred Stone y David C. Montgomery en The Wizard of Oz

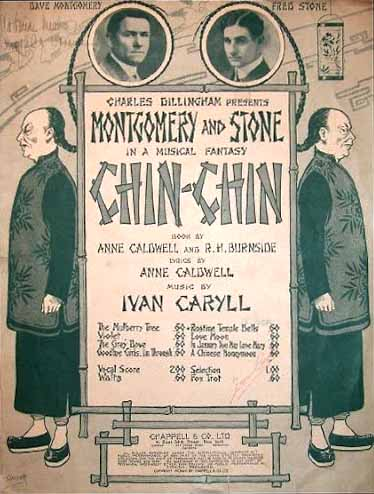
Póster del show Chin-Chin (1914)

Fred Stone (19 de agosto de 1873 – 6 de marzo de 1959) fue un actor estadounidense. Stone inició su carrera como intérprete en circos, shows minstrel y vodevil, llegando al teatro del circuito de Broadway y al cine, campo gracias al cual fue galardonado con una estrella en el Paseo de la Fama de Hollywood.

## Biografía
Su nombre completo era Fred Andrew Stone y nació en Longmont, Colorado. Se hizo particularmente famoso por actuar en el teatro junto a David C. Montgomery. Ambos actores mantuvieron una relación profesional durante 22 años, hasta la muerte de Montgomery en 1917. Participaron en shows como The Wizard of Oz, estrenado en 1902, la opereta de Victor Herbert The Red Mill (1906), y Chin Chin, A Modern Aladdin (1914). En 1939 actuó en un programa radiofónico promocionando la nueva película de MGM El mago de Oz, en la cual conoció al actor que encarnaba al espantapájaros, Ray Bolger. Éste era un gran admirador de Stone, y conocía su trabajo como el espantapájaros y lo había visto actuar en The Red Mill.
En 1917 actuó en Broadway en Jack O'Lantern, una actuación muy alabada por el crítico teatral de Vanity Fair P. G. Wodehouse.
Johnny Gruelle, creador de Raggedy Ann, era un admirador de Fred Stone y L. Frank Baum.  Gruelle escribió una historia para un show teatral, el cual no llegó a producirse, en el cual el espantapájaros de Oz, encarnado por Fred Stone, conocía a Raggedy Ann. En 1923, Fred Stone y su hija, Dorothy Stone, fueron Raggedy Andy y Raggedy Ann, respectivamente, en una extravaganza musical titulada Stepping Stones, con música de Jerome Kern y letras de Anne Caldwell.
El trabajo cinematográfico de Stone se inició con westerns cómicos. El primero, The Goat, fue rodado en 1918. Hizo un total de 19 largometrajes. En la cinta de 1935 Alice Adams fue Mr. Adams, el tercer papel tras los interpretados por Katharine Hepburn y Fred MacMurray. En la época vivía en Bayside, Nueva York, donde era vecino y amigo del boxeador y actor James J. Corbett. Hacia 1917, Stone construyó una pequeña propiedad en Forest Hills Gardens.
En 1926, tras fallecer su buena amiga Annie Oakley, recibió la autobiografía inacabada de la tiradora.
Stone y su esposa, Allene Crater, a la que conoció en la compañía que representaba The Wizard of Oz, tuvieron tres hijas, Dorothy, Paula y Carol. Crater hizo un pequeño papel con Stone en Jack O'Lantern. Ya adulta, Dorothy trabajó como actriz junto a su padre.
En 1929, Stone fue gravemente herido por un accidente aéreo intentando realizar una acrobacia. Además de múltiples fracturas, sus piernas quedaron aplastadas, y le dijeron que nunca volvería a bailar. Su buen amigo Will Rogers le sustituyó en Three Cheers, un show teatral escrito para Fred y su hija, Dorothy. Rogers obtuvo un gran éxito, y Stone se rehabilitó intensamente hasta poder volver a los escenarios con la pieza Ripples en 1930.
Stone recibió en 1939 un grado honorífico del Rollins College, un centro localizado en Winter Park, Florida. En esa época, un pequeño teatro recibió su nombre, el Fred Stone Theatre, localizado junto al Annie Russell Theatre.
Stone enfermó y perdió la vista, siendo hospitalizado el 25 de agosto de 1957, el año en que su esposa falleció. Él murió el 6 de marzo de 1959 en su casa en North Hollywood y fue enterrado en el Cementerio Forest Lawn Memorial Park (Hollywood Hills).
Por su actividad cinematográfica recibió una estrella en el Paseo de la Fama de Hollywood, en el 1634 de Vine Street.

## Teatro en Broadway
- 1901 : The Girl from Up There
- 1903 : The Wizard of Oz
- 1906 : The Red Mill]]
- 1910 : The Old Town
- 1912 : The Lady of the Slipper
- 1914 : Chin Chin
- 1917 : Jack O'Lantern
- 1920 : Tip Top
- 1923 : Stepping Stones
- 1926 : Criss Cross
- 1928 : Three Cheers
- 1930 : Ripples
- 1932 : Smiling Faces
- 1934 : Jayhawker
- 1936 y 1945 : You Can't Take It With You
- 1938 : Lightnin'

### Cine
- 1915 : Destiny: Or, The Soul of a Woman, de Edwin Carewe
- 1918 : The Goat, de Donald Crisp
- 1919 : Johnny Get Your Gun, de Donald Crisp
- 1919 : Under the Top, de Donald Crisp
- 1919 : The Duke of Chimney Butte, de Frank Borzage
- 1922 : Billy Jim, de Frank Borzage
- 1932 : Shave It with Music, de Kenneth S. Webb
- 1935 : Alice Adams, de George Stevens
- 1936 : My American Wife, de Harold Young
- 1936 : Grand Jury, de Albert S. Rogell
- 1936 : The Farmer in the Dell, de Ben Holmes
- 1936 : The Trail of the Lonesome Pine, de Henry Hathaway
- 1937 : Quick Money, de Edward Killy
- 1937 : Life Begins in College, de William A. Seiter
- 1937 : Hideaway, de Richard Rosson
- 1939 : No Place to Go, de Terry O. Morse
- 1939 : Konga, the Wild Stallion, de Sam Nelson
- 1940 : The Westerner, de William Wyler